# Michalina Wisłocka
Michalina Anna Wisłocka prononcé en polonais : [mʲi.xaˈlʲi.na ˈan̪ːa viˈswɔt͡ska], née Braun le 1er juillet 1921 et morte le 5 février 2005, est une gynécologue et sexologue polonaise. 
Elle est l'auteure de Sztuka kochania (traduisible en français par L'Art d'aimer), un des premiers guides de la sexualité publié dans les pays communistes.

## Biographie
Son livre L'Art d'aimer est devenu un best-seller, avec un tirage total de 7 millions d'exemplaires, et a été à l'origine d'une plus grande ouverture sur les questions de sexe en Pologne.
Elle a été cofondatrice de la Société de la maternité raisonnable, où elle a travaillé sur des traitements contre l'infertilité et sur la contraception.
Elle est morte à l'hôpital Solski de Varsovie, à la suite de complications d'une crise cardiaque. Le 11 février 2005, elle a été inhumée au cimetière évangélique de la confession d'Augsbourg, à Varsovie.

## Représentations culturelles
La vie de Michalina Wisłocka est représentée dans le biopic, The Art of Loving (Sztuka kochania. Historia Michaliny Wislockiej) de Maria Sadowska, sorti en 2017.